# بیست و پنج (آلبوم)
«بیست و پنج» آلبومی از هنرمند اهل بریتانیا جرج مایکل است که در ۱۳ نوامبر ۲۰۰۶ منتشر شد.
این آلبوم در چارت‌های لهستان، در رتبه اول و در چارت‌های ایتالیا، والونیا، ایرلند، استرالیا، هلند، سوئد، فلاندرز، سوئیس، پرتغال، جزو ده آلبوم اول قرار گرفت.